# Akiko Baba
Akiko Baba (馬場 あき子 Baba Akiko?) (Japón, 28 de enero de 1928) es una poetisa japonesa de tanka y crítica literaria. Su verdadero nombre es Akiko Iwata (岩田 暁子, Iwata Akiko).

## Trayectoria
Está interesada en el teatro nō y sus obras se han representado en el Teatro nacional de Japón. Heavenly Maiden Tanka es una recopilación de sus poemas traducidos por Hatsue Kawamura y Jane Reichhold.

## Reconocimientos
Ha tenido diversos reconocimientos, incluido el 45.º Premio Yomiuri y el Premio Asahi.